# Kazuo Ōno
Kazuo Ōno (大野一雄?, Ōno Kazuo; Hakodate, 27 ottobre 1906 – Yokohama, 1º giugno 2010) è stato un danzatore giapponese, guru e figura ispiratrice della forma di danza nota come butō.
È stato autore di molti libri sulla danza butō, tra cui The Palace Soars through the Sky, Dessin, Words of Workshop e Food for the Soul. Gli ultimi due sono stati pubblicati in inglese come Kazuo Ohno's World: From Without & Within (2004).
Ōno ha detto una volta del suo lavoro: «La cosa migliore che qualcuno possa dire di me è che mentre si assiste ai miei spettacoli si piange. Non è importante capire quello che sto facendo, forse è meglio non capire ma semplicemente rispondere alla danza.»
Nel 1949 Ōno ha fondato il Kazuo Ohno Dance Studio e realizzato il Kamihoshikawa Studio nel 1961 a Hodogaya, Yokohama, per la creazione e la prova delle sue coreografie. Ora, sotto l'egida del figlio Yoshito Ōno, il Kazuo Ohno Dance Studio produce workshops e spettacoli.
Devoto Battista, dopo la sua conversione da giovane, Ōno si è mantenuto per gran parte della sua vita come insegnante di educazione fisica presso la Kanto Gakuin High School, una scuola privata cristiana a Yokohama, da dove è andato in pensione all'età di 86 anni.
Nel 2001, pur perdendo la capacità di camminare, Ōno ha continuato a esprimere se stesso attraverso la danza muovendo solo le mani. Negli ultimi anni, infermo a casa, ha continuato le sue apparizioni teatrali, in particolare nelle opere butō di suo figlio Yoshito Ōno. Nel gennaio 2007, ha fatto la sua ultima apparizione pubblica in Hyakkaryoran Yoshito presso una serata di gala che ha celebrato il suo 100º compleanno.
Muore di insufficienza respiratoria il 1º giugno 2010, all'età di 103 anni.